# Saint-André-le-Puy
Saint-André-le-Puy – miejscowość i gmina we Francji, w regionie Owernia-Rodan-Alpy, w departamencie Loara.
Według danych na rok 1990 gminę zamieszkiwało 1151 osób, a gęstość zaludnienia wynosiła 133 osób/km² (wśród 2880 gmin regionu Rodan-Alpy Saint-André-le-Puy plasuje się na 707. miejscu pod względem liczby ludności, natomiast pod względem powierzchni na miejscu 1229.).